# Bryaspis
Bryaspis es un género de plantas con flores con  tres especies perteneciente a la familia Fabaceae. Comprende 4 especies descritas y de estas, solo 3 aceptadas.

## Taxonomía
El género fue descrito por Paul Auguste Duvigneaud y publicado en Bull. Soc. Roy. Bot. Belgique 86: 151. 1954.

## Especies aceptadas
A continuación se brinda un listado de las especies del género Bryaspis aceptadas hasta abril de 2013, ordenadas alfabéticamente. Para cada una se indica el nombre binomial seguido del autor, abreviado según las convenciones y usos:
- Bryaspis humularioides Gledhill
- Bryaspis lupulina (Benth.) P.A.Duvign.
- Bryaspis psittacorhyncha (Webb) Govaerts